# Trostianets (huyện)
Huyện Trostianets (tiếng Ukraina: Тростянецький район, chuyển tự: Trostianetss'kyi raion) là một huyện của tỉnh Vinnytsia thuộc Ukraina. Huyện Trostianets có diện tích 945 kilômét vuông, dân số theo điều tra dân số ngày 5 tháng 12 năm 2001 là 65060 người với mật độ 69 người/km2. Trung tâm huyện nằm ở Trostianets.